# Skeppudden
Skeppudden är en udde i Finland. Den ligger i Lovisa stad och landskapet Nyland, i den södra delen av landet, 60 km öster om huvudstaden Helsingfors.
Terrängen inåt land är mycket platt. Havet är nära Skeppudden åt sydost.